# Џен Стерлинг
Џен Стерлинг (енгл. Jan Sterling) је била америчка глумица, рођена 3. априла 1921. године у Њујорку, а преминула 26. марта 2004. године у Лос Анђелесу.

## Филмографија
| Улоге Џан Стерлинг |              |               |               |          |
| Година             | Српски назив | Изворни назив | Улога         | Напомена |
| 1951.              | Сензација    |               | Лорејн Миноса |          |
| 1956.              | Тежак пад    |               | Бет Вилис     |          |